# San Ignacio (Belize)
San Ignacio is een stad gelegen in Belize op zo'n 35 km van de hoofdstad Belmopan. Het is de belangrijkste stad in het district Cayo en speelt een belangrijke rol in het toerisme. Het aan de rivier Macal gelegen San Ignacio is waarschijnlijk begonnen als een houthakkerskamp. De eerste bekende vermelding van de plaats is op een kaart die dateert van 1787. In 1930 werd de Western Highway aangelegd waardoor niet alle vervoer meer over water plaatsvond. Dit versterkte de groei van de stad aanzienlijk.
Santa Elena, voorheen een aparte plaats aan de overzijde van de rivier, is deel van San Ignacio geworden. De stadsdelen zijn verbonden door de Hawkesworth-hangbrug. Belize Botanic Gardens is de naam van een botanische tuin die ten zuiden van San Ignacio is te vinden.
De bevolking bestaat voornamelijk uit mestiezen en creolen en er is ook een grote Chinese bevolking die in het midden van de 20e eeuw emigreerde vanuit Kanton.
San Ignacio is een populair vertrekpunt voor toeristen. Buiten de stad bevinden zich de Maya-ruïnes van Cahal Pech, Caracol en Xunantunich. In de buurt ligt tevens de grot Actun Tunichil Muknal die dienstdeed als Maya-offerplaats.
Nabij San Ignacio liggen de natuurreservaten Chaa Creek en Mountain Pine Ridge Forest Reserve.